# Sugar Grove (Ohio)
Sugar Grove é uma vila localizada no estado norte-americano de Ohio, no Condado de Fairfield.

## Demografia
Segundo o censo norte-americano de 2000, a sua população era de 448 habitantes.
Em 2006, foi estimada uma população de 439, um decréscimo de 9 (-2.0%).

## Geografia
De acordo com o United States Census Bureau tem uma área de
0,5 km², dos quais 0,5 km² cobertos por terra e 0,0 km² cobertos por água.

## Localidades na vizinhança
O diagrama seguinte representa as localidades num raio de 20 km ao redor de Sugar Grove.